# Chauliodes carsteni
Chauliodes carsteni là một loài côn trùng trong họ Corydalidae thuộc bộ Megaloptera. Loài này được Wichard miêu tả năm 2003.